# ウェンディ・フーヴナゲル
ウェンディ・フーヴナゲル（Wendy Houvenaghel、1974年11月27日 - ）は、イギリスの女子自転車競技（トラックレース）選手。

## 来歴
生誕地は北アイルランドのマゲラフェルト（Magherafelt）。ダンディ大学歯学部出身で、前職は歯科医師だった。
2006年
- UCIトラックワールドカップ2005-2006
  - シドニー 個人追抜 優勝
- UCIトラックワールドカップ2006-2007
  - モスクワ 個人追抜 優勝

2007年
- UCIトラックワールドカップ2006-2007
  - マンチェスター 個人追抜 優勝
- イギリス選手権 個人タイムトライアル(ITT) 優勝

2008年
- トラックレース世界選手権　団体追抜 優勝（+ ジョアンナ・ロウセル、レベッカ・ロメロ）
- 北京オリンピック・個人追抜 2位
- UCIトラックワールドカップ2008-2009
  - マンチェスター 個人追抜 優勝

2009年
- トラックレース世界選手権
  -   団体追抜 優勝（+ ジョアンナ・ロウセル、エリザベス・アーミステッド）
  - 個人追抜 2位

2010年
- トラックレース世界選手権
  - 個人追抜 2位
  - 団体追抜 2位
- 欧州選手権 団体追抜 優勝

2011年
- UCIトラックワールドカップ2010-2011
  - マンチェスター 団体追抜 優勝
- トラックレース世界選手権
  -   団体追抜 優勝（+ ダニ・キング、ローラ・トロット）
- イギリス選手権 ITT 優勝
- UCIトラックワールドカップ2011-2012
  - カリ 団体追抜 優勝

2012年
- トラックレース世界選手権
  - 個人追抜 2位